# Список асів реактивної авіації Люфтваффе Другої світової війни
Список асів реактивної авіації Люфтваффе Другої світової війни — перелік німецьких льотчиків-пілотів реактивної авіації, які в роки Другої світової війни здобули п'ять або більше перемог у повітряних боях, діячи на літаках Me 262, Me.163 Komet і He 162.

## Історія
За усталеною з часів Першої світової війни традицією винищувач-ас — це військовий льотчик, який збив п'ять або більше ворожих літаків під час повітряного бою (німці традиційно встановлювали поріг у 10 перемог). Під час Другої світової війни сотні німецьких пілотів-винищувачів Люфтваффе здобули такий результат, воюючи на сучасних на той час винищувачах з поршневими двигунами. Однак лише 28 пілотів вважаються такими, що збили п'ять або більше ворожих літаків під час боїв на реактивному літаку, які щойно з'явилися на полі бою.
Реактивні літаки вперше вступили в повітряний бій 26 липня 1944 року, коли лейтенант Альфред Шрайбер, керуючи літаком «Мессершмітт» Me 262 A-1a, атакував над Альпами неозброєний фоторозвідник De Havilland Mosquito PR Mk XVI 540-ї ескадрильї Королівських повітряних сил Великої Британії. Деякі джерела називають це першою перемогою в повітряному бою пілота реактивного винищувача, хоча екіпаж пошкодженого «Москіто» зміг повернутися на аеродром союзників в Італії.
Перше підтверджене знищення ворожого літака пілотом Me 262 сталося 8 серпня 1944 року, коли лейтенант Йоахім Вебер збив «Москіто» PR XVI 540-ї ескадрильї над Ольштадтом у Баварії.
15 серпня 1944 року Шрайбер піднявся на перехоплення «Москіто» PR XVI 60-ї ескадрильї ПС ПАС, який мав завдання фотографувати аеродроми в районі Шварцвальду. У першій же атаці Шрайбер завдав серйозних пошкоджень літаку противника, і здійснив більше 10 атак на «Москіто», перш ніж низький рівень пального змусив його перервати напади та повернутися на базу. Пілоти «Москіто» здійснили аварійну посадку на аеродромі Сан-Северо в Італії; їх відзнятий фільм і доповідь забезпечили союзників цінними розвідувальними даними про Me 262.
Протягом 1944-45 років Люфтваффе прийняли на озброєння ще два винищувачі з реактивним або ракетним двигуном. На додаток до Ме 262, в експлуатацію були прийняті «Мессершмітт» Ме 163 «Комет» і «Гейнкель» He 162 «Фольксягер». Пілоти Me 163 і He 162 мало чим відзначилися, і жоден з них не здобув статусу аса на жодному з цих типів реактивних винищувачів.

## Список асів реактивної авіації Люфтваффе
Позначення
| #  | Фото | Ім'я (роки життя)                | Військове звання  | Формування                      | Кількість перемог | Загальна кількість перемог за війну | Прим. |
| -- | ---- | -------------------------------- | ----------------- | ------------------------------- | ----------------- | ----------------------------------- | --- |
| 1  |      | Курт Вельтер (1916–1947)         | оберлейтенант     | 10./NJG 11                      | 20+               | 63                                  | ймовірно найкращий ас реактивної авіації ДСВ |
| 2  |      | Гайнц Бер (1913–1957)            | оберстлейтенант   | EJG 2, JV 44                    | 16                | 220                                 | Один з 160 кавалерівЛицарського хреста Залізного хреста з дубовим листям та мечами                                                               |
| 3  |      | Франц Шалль (1918–1945)          | гауптман          | Команда Новотни, JG 7           | 14                | 137                                 | ас-винищувач — кавалер Лицарського хреста Залізного хреста 10 квітня 1945 року загинув в авіакатастрофі                                          |
| 4  |      | Герман Бухнер (1919–2005)        | оберфельдфебель   | Команда Новотни, JG 7           | 12                | 58                                  | ас-винищувач — кавалер Лицарського хреста Залізного хреста                                                                                       |
| 5  |      | Георг-Петер Едер (1921–1986)     | майор             | Команда Новотни, JG 7           | 12                | 78                                  | кавалер Лицарського хреста Залізного хреста з дубовим листям                                                                                     |
| 6  |      | Еріх Рудорффер (1921–1986)       | майор             | JG 7                            | 12                | 222                                 | Один з 160 кавалерівЛицарського хреста Залізного хреста з дубовим листям та мечами                                                               |
| 7  |      | Карл Шноррер (1919–1979)         | лейтенант         | EKdo 262, Команда Новотни, JG 7 | 11                | 46                                  | ас-винищувач — кавалер Лицарського хреста Залізного хреста                                                                                       |
| 8  |      | Еріх Бюттнер (1918–1945)         | оберфельдфебель   | EKdo 262, Команда Новотни, JG 7 | 8                 | 8                                   | 20 березня 1945 року загинув в повітряному бою                                                                                                   |
| 9  |      | Гельмут Леннартц (?–?)           | фельдфебель       | EKdo 262, Команда Новотни, JG 7 | 8                 | 13                                  | |
| 10 |      | Рудольф Радемахер (1913–1953)    | лейтенант         | JG 7                            | 8                 | 126                                 | ас-винищувач — кавалер Лицарського хреста Залізного хреста                                                                                       |
| 11 |      | Вальтер Шук (1920–2015)          | лейтенант         | JG 7                            | 8                 | 206                                 | кавалер Лицарського хреста Залізного хреста з дубовим листям                                                                                     |
| 12 |      | Гюнтер Вегманн (?–?)             | оберлейтенант     | EKdo 262, JG 7                  | 8                 | 14                                  | |
| 13 |      | Ганс-Дітер Вайс (?–?)            | лейтенант         | JG 7                            | 8                 | 8                                   | |
| 14 |      | Теодор Вайссенбергер (1914–1950) | майор             | JG 7                            | 8                 | 208                                 | кавалер Лицарського хреста Залізного хреста з дубовим листям                                                                                     |
| 15 |      | Альфред Амбс (1923–2010)         | лейтенант         | JG 7                            | 7                 | 7                                   | |
| 16 |      | Гайнц Арнольд (1919–1945)        | оберфельдфебель   | JG 7                            | 7                 | 49                                  | 17 квітня 1945 року загинув в повітряному бою |
| 17 |      | Карл-Гайнц Беккер (1918–2006)    | фельдфебель       | 10./NJG 11                      | 7                 | 7                                   | |
| 18 |      | Адольф Галланд (1912–1996)       | генерал-лейтенант | JV 44                           | 6                 | 104                                 | Генерал-інспектор винищувальної авіації Люфтваффе (1941—1945) кавалер Лицарського хреста Залізного хреста з Дубовим листям, Мечами та Діамантами |
| 19 |      | Франц Кестер (?–?)               | унтерофіцер       | EJG 2, JG 7, JV 44              | 7                 | 7                                   | |
| 20 |      | Фріц Мюллер (?–?)                | лейтенант         | JG 7                            | 6                 | 22                                  | |
| 21 |      | Йоганнес Штайнгофф (1913–1994)   | оберст            | JG 7, JV 44                     | 6                 | 176                                 | Один з 160 кавалерівЛицарського хреста Залізного хреста з дубовим листям та мечами                                                               |
| 22 |      | Гельмут Баудах (1918–1945)       | оберфельдфебель   | Команда Новотни, JG 7           | 5                 | 20                                  | 22 лютого 1945 року загинув в повітряному бою |
| 23 |      | Генріх Ерлер (1917–1945)         | майор             | JG 7                            | 5                 | 206                                 | кавалер Лицарського хреста Залізного хреста з дубовим листям 4 квітня 1945 року загинув в повітряному бою                                        |
| 24 |      | Ганс Грюнберг (1917–1999)        | майор             | JG 7, JV 44                     | 5                 | 82                                  | кавалер Лицарського хреста Залізного хреста |
| 25 |      | Йозеф Гайм (?–?)                 | єфрейтор          | JG 7                            | 5                 | 5                                   | 10 квітня 1945 року загинув в повітряному бою |
| 26 |      | Клаус Науман (?–?)               | лейтенант         | JG 7, JV 44                     | 5                 | 37                                  | |
| 27 |      | Альфред Шрайбер (1923–1944)      | лейтенант         | Команда Новотни, JG 7           | 5                 | 5                                   | перший в історії ас реактивної авіації 26 листопада 1944 року загинув в авіакатастрофі                                                           |
| 28 |      | Вольфганг Шпете (1911–1997)      | майор             | JG 400, JV 44                   | 5                 | 99                                  | кавалер Лицарського хреста Залізного хреста з дубовим листям                                                                                     |